# Округ Кентон (Кентаки)
Округ Кентон (енгл. Kenton County) је округ у америчкој савезној држави Кентаки.

## Демографија
По попису из 2010. године број становника је 159.720, што је 8.256 (5,5%) становника више него 2000. године.
| Група             | 2000.           | 2010.           |
| Белци             | 141.315 (93,3%) | 143.430 (89,8%) |
| Афроамериканци    | 5.810 (3,8%)    | 7.359 (4,6%)    |
| Азијати           | 894 (0,6%)      | 1.447 (0,9%)    |
| Хиспаноамериканци | 1.669 (1,1%)    | 4.225 (2,6%)    |
| Укупно            | 151.464         | 159.720         |